# 日詰一幸
日詰 一幸（ひづめ かずゆき、1955年 - ）は、日本の政治学者。静岡大学学長。

## 来歴
長野県長野市生まれ。1976年長野工業高等専門学校土木工学科卒業後、建設省に入省して数年勤務。
その後、受験勉強して1982年名古屋大学法学部入学、1986年卒業。1989年名古屋大学大学院法学研究科博士前期課程修了、法学修士。1991年名古屋大学大学院法学研究科博士後期課程中途退学。
1991年から名古屋音楽大学一般教育専任講師を経て、1996年静岡大学人文学部助教授。2000年静岡大学人文学部教授、ニューヨーク市立大学都市調査センター客員研究員。
2012年静岡大学人文社会科学部言語文化学科長、2015年静岡大学学術院人文社会科学領域教授。2017年静岡大学人文社会科学部長・大学院人文社会科学研究科長、静岡大学学術院人文社会科学領域長。専門は行政学、地方自治論、NPO論等。
2021年静岡大学学長就任。

## 公職
2003年静岡市情報公開・個人情報保護審議会会長。2004年静岡県社会福祉協議会企画調査委員会委員、静岡県男女共同参画会議委員。2005年熱海市まちづくり審議会委員。2006年静岡市市民自治推進審議会会長、静岡県社会福祉審議会委員、ライフサポートセンターしずおか会長。2007年活き生きネットワーク副理事長。2011年静岡県NPO活動基金運営委員会委員長、沼津市行財政改革推進委員会委員長。2012年静岡市まちみがきプラン評価委員会委員。2013年焼津市総合計画等審議会会長、掛川市政策アドバイザー、静岡市市民活動推進協議会委員、小山町行政アドバイザー、小山町行財政改革審議会委員。2014年フードバンクふじのくに理事長。

## 所属学会
- 日本行政学会
- 日本政治学会
- 日本NPO学会
- 日本地方自治学会
- アメリカ政治学会

## 著書
- 『時代の変わり目の静岡 : コラム・2013-2020』羽衣出版 2020年